# Christophe Vincent
Christophe Vincent (Bastia, 8 novembre 1992) è un calciatore francese, centrocampista del Bastia.

## Caratteristiche tecniche
È un mediano.

## Carriera
Cresciuto nelle giovanili del Bastia, ha esordito in prima squadra il 3 ottobre 2010 in occasione del match di campionato vinto 3-1 contro il Boulogne.

## Palmarès

### Club

#### Competizioni nazionali
- Tweede klasse: 1

Cercle Bruges: 2017-2018
- Championnat National: 1

Bastia: 2020-2021
- Championnat National 2: 1

Bastia: 2019-2020 (girone A)
- Championnat National 3: 1

Bastia: 2018-2019 (girone D)